# Теорія справедливості
Теорія справедливості, теорія неупередженості (англ. Equity Theory) — постульована Джоном Адамсом, стверджує, що індивід суб'єктивно визначає співвідношення отриманої винагороди до затрачених зусиль і потім співвідносить його з розміром винагороди інших людей, які виконували аналогічну роботу. Якщо при порівнянні виявляється дисбаланс або несправедливість, тобто людина вважає, що за таку ж саму роботу інший індивід отримав більш високу винагороду, то в нього виникає психологічне напруження. В результаті, необхідно мотивувати цю людину, зняти напруження та відновити справедливість, зрівнявши дисбаланс. Можлива також ситуація, коли винагорода перевищує затрачені зусилля для її досягнення, і тоді людина відчуває почуття сорому по відношенню до керівника. В такому випадку, наступного разу вона буде мотивована працювати краще, щоб рівень винагороди відповідав рівню затрачених зусиль.

## Опис
Згідо з теорією ситуації упередженості існують, коли показник вкладів-результатів індивіда або менший, або більший від того, який приймається за норму. Роблячи неупереджені судження, люди розглядають неупередженість у відносинах (порівнянно з іншими), а не в абсолютних (порівняно із стандартом) величинах. Припускається, що люди можуть почуватися цілком задовільно в ситуації, коли забезпечують високий вклад і одержують малі результати, поки людина, з якою робиться порівняння, також вкладає багато і одержує мало. Схоже люди відчувають, що їх справделиво сприймають, коли інші люди мають більш високі результати і їх вклади істотно більші для того, щоб покрити відміну. Теорія стверджує, що люди будуть почувати себе несправделиво сприйнятими, коли показники вкладів-результатів сприймають вище при порівнянні з іншими, хоча одержують набагато більше підвищення оплати, ніж хто-небуть інший. Дослідження показують, що люди пристосовуються до таких умов перенагородження досить швидко. Умови недонагородження (показник вкладу-результату індивіда менший, ніж в інших) мають набагато більший вплив на мотивацію, ніж умови перенагородження.
Прихильники теорії справедливості впевнені, що кожне з двох негативних відчуттів (несправедливості та сорому) впливають на мотивацію та змушують людину діяти так, щоб відновити почуття справедливості. Тоді їх поведінка буде походити за такими можливими сценаріями:
- Людина, яка отримала вищу винагороду своєї праці при меншому затрачені зусиль буде намагатись працювати краще (щоб позбутись почуття сорому), або буде прикладати менше зусиль і почувати себе чудово.
- Людина, яка відчула несправедливість по відношенню до себе, може або прикладати менше зусиль через почуття образи, або намагатись працювати краще, щоб нарешті отримати винагороду, або, можливо, вона може спробувати змінити поведінку своїх колег.
- В кінцевому випадку, людина може просто змінити свої погляди на порівняльну оцінку цінності вкладів та винагороджень або шляхом усвідомленої переоцінки своїх першочергових запитів, або за допомогою розумового захисного механізму — раціоналізації.

Численні дослідження демонструють такі результати: якщо людина вважає, що її працю недооцінили, вона починає працювати менш інтенсивно. Якщо ж вона вважає, що її зусилля переоцінили і надто винагородили, вона менш схильна до зміни своєї поведінки та діяльності.

## Основні терміни концепції
Адамс розглядає одним із важливих мотиваційних факторів — внутрішнє відчуття справедливості співвідношення «внесений внесок» й «отримана винагорода», і вводить такі поняття:
- Входи — це зусилля, витрачене нами для виконання роботи. Наприклад, освіта та досвід.
- Виходи — це результат нашої роботи і те, що ми отримуємо за зусилля, які ми вкладаємо. Наприклад, грошові винагороди, кар'єра та умови праці.
- Референтні інші — люди, з якими ми порівнюємо свої результати та винагороди.

Теорія стверджує, що вхідні дані та результати є основними факторами, що визначають процес оцінки ситуації як справедливої чи несправедливої, так само як і соціальне порівняння.

## Несправедливість, справедливість та переоцінка
Несправедливою вважається ситуація, коли співвідношення вхід-вихід оцінюється менше, ніж в іншого співробітника, з яким він порівнює себе. Іншими словами, людина вважає, що вона при великих або таких же витратах зусиль отримала або таку ж, або меншу винагороду, ніж людина з якою порівнюють. У цьому випадку співробітники будуть прагнути зменшити несправедливість і почуття образи та незадоволеності, або змінюючи вхідні дані (наприклад, працювати більш інтенсивно) та/або результативно (наприклад, намагатися змінити рівень винагороди) або залишити організацію.
Відчуття справедливості у співробітника виникає у ситуації, коли співвідношення вхід-вихід дорівнює співвідношенню порівнюваного із собою працівника.
Ситуація є переоціненою, якщо співвідношення вхід-вихід оцінюється більше, ніж співвідношення іншого співробітника, з яким він порівнює себе. Люди, яким переплатили, можуть відчувати почуття незручності чи провини. Тоді зусилля, що витрачаються, або залишатимуться такими ж, або збільшуватимуться. Наприклад, якщо один єдиний співробітник відділу отримав максимальну премію, він буде з більшою ймовірністю і готовністю співпрацювати з керівництвом і працювати з вищими навантаженнями, ніж інші колеги.

## Критика
Теорія справедливості широко застосовується в умовах бізнесу, проте вчені піддали сумніву простоту її моделі. Вони стверджують, що на сприйняття людьми справедливості можуть впливати й інші фактори, наприклад демографічні змінні. Також більшість досліджень проводились в лабораторних умовах, що ставить під питання застосування даної теорії до реальних ситуацій.
«Застосування цієї теорії доцільно, якщо робота у колективі здійснюється за принципом „всі — одна команда“. Необхідні відкритість і гласність щодо одержуваних винагород, підготовленість до цього співробітників, а також ґрунтовні роз'яснення, чому винагорода для одних більша, а для інших менша».
На додачу не були достатньо враховані індивідуальні особливості, особисті цінності кожного працівника та рівень активності. Два співробітники з однаковим досвідом і кваліфікацією на одній і тій же посаді можуть мати різне суб'єктивне уявлення про справедливість.